# 망치난초아족
망치난초아족(--蘭草亞族, 학명: Drakaeinae 드라카이이나이[*])은 당나귀난초족의 아족이다.

## 하위 분류
- 망치난초속(Drakaea Lindl.)
- Arthrochilus F.Muell.
- Caleana R.Br.
- Chiloglottis R.Br.
- Spiculaea Lindl.